# 1177 w polityce
Wydarzenia polityczne w 1177 roku.

## Wydarzenia
- 1 sierpnia - Pokój w Wenecji - Fryderyk Rudobrody zawarł porozumienie z Aleksandrem III i Ligą Lombardzką[1][2][3].
- Bunt możnych przeciw Mieszkowi Staremu z biskupem krakowskim Gedko na czele[2][4].
- Początek panowania Kazimierza Sprawiedliwego[2][4].

## Zmarli
- Wilhelm z Montferratu, hrabia Jafy i Aszkelonu, mąż Sybilli Jerozolimskiej i ojciec Baldwina V[5].